# 敖英
敖英（1480年—？），字子發，號東谷，江西臨江府清江縣人，匠籍，明朝政治人物。

## 生平
江西鄉試第四十九名舉人。正德十六年（1521年）中式辛巳科會試第二百四十名，登第二甲第四十一名進士。授南京工部主事，迁祠部郎中，出为陜西按察司佥事，嘉靖十年（1531年）正月升河南按察司副使、提调学校，十一年六月以事降一级。後官天津兵备副使，十六年五月改任四川副使，十八年六月升本布政使司右参政，遷貴州按察使，二十二年八月升四川右布政使，厯仕藩臬，所至声望著闻，以四川右布政使致仕。敖英在当时盛有诗名，人称之为敖清江。里居十馀年，著述日富，有《緑雪亭》、《心逺堂》等集。

## 家族
曾祖敖仲貞，曾任壽官；祖父敖啓才，曾任壽官；父敖光憲。前母裴氏；母張氏。永感下。兄敖德。弟敖鉞。